# Madraza Meriní de Salé
La Madraza Meriní de Salé, también conocida como Madraza de Abu al-Hasan, es una madraza medieval ubicada en la ciudad de Salé, Marruecos. Fue construida en el siglo XIV por el sultán meriní Abu al-Hasan junto a la Gran Mezquita de Salé y destaca por su rica decoración.

## Historia
Según una inscripción en el dosel de madera del portal de entrada, la construcción de la madraza comenzó en 1332-1333 por orden del sultán meriní Abu al-Hasan (r. 1331-1348), quien también fue responsable de la fundación de muchas otras madrazas y complejos religiosos. La construcción se terminó entre 1341 y 1342, como lo registra una inscripción de fundación tallada en una placa de mármol en la galería noroeste del patio. La madraza fue construida como forma de desarrollar aún más la cercana Gran Mezquita de Salé como centro de la vida religiosa e intelectual de la ciudad.

## Arquitectura
La entrada de la madraza consta de un portal de piedra ornamentado con una puerta de arco de herradura. Esta entrada conduce a un pequeño vestíbulo, desde el que una escalera lateral conduce a los pisos superiores. Más allá del vestíbulo se accede lateralmente al patio central, que mide 8 por 5 metros. El patio está pavimentado con azulejos zellige, cuenta con una pequeña fuente central y está rodeado por una galería decorada con estuco tallado y madera tallada, sostenida por columnas redondas de mampostería. Los espacios entre las columnas de la galería y la pared exterior del patio están cubiertos por techos de madera pintada y tallados en patrones geométricos de estrellas. Una sección de estos techos ha sido restaurada para recuperar aproximadamente sus colores originales. Todo el edificio, al igual que la Gran Mezquita cercana, está alineado u orientado con la alquibla (dirección de oración) de la época (es decir, aproximadamente al sureste). En este sentido, al final del patio hay una gran sala de oración rectangular cuyo mihrab se encuentra rodeado de intrincadas superficies y ventanas talladas en estuco. La sala está dividida en tres espacios por arcos a ambos lados del mihrab y cubierta por más techos de madera. A diferencia de otras madrazas de este tipo, las habitaciones de los estudiantes en los dos pisos superiores no tienen ventanas que den al patio.
Este edificio muestra similitudes con el arte y la arquitectura nazaríes (como los de la Alhambra). Su decoración consiste en azulejos zellige que cubren el piso y las paredes inferiores, y que dan paso a una decoración de estuco intrincadamente tallada en la parte superior, rematada por superficies de madera de cedro tallada y un dosel de madera en la parte superior. Tanto la madera como el estuco están tallados con decoración caligráfica y con un repertorio variable de motivos geométricos, arabescos y florales/vegetales. En la pared noroeste del patio (frente al mihrab y la sala de oración) se encontraba originalmente un panel rectangular de mármol tallado con una inscripción sobre la fundación del edificio.

## Galería

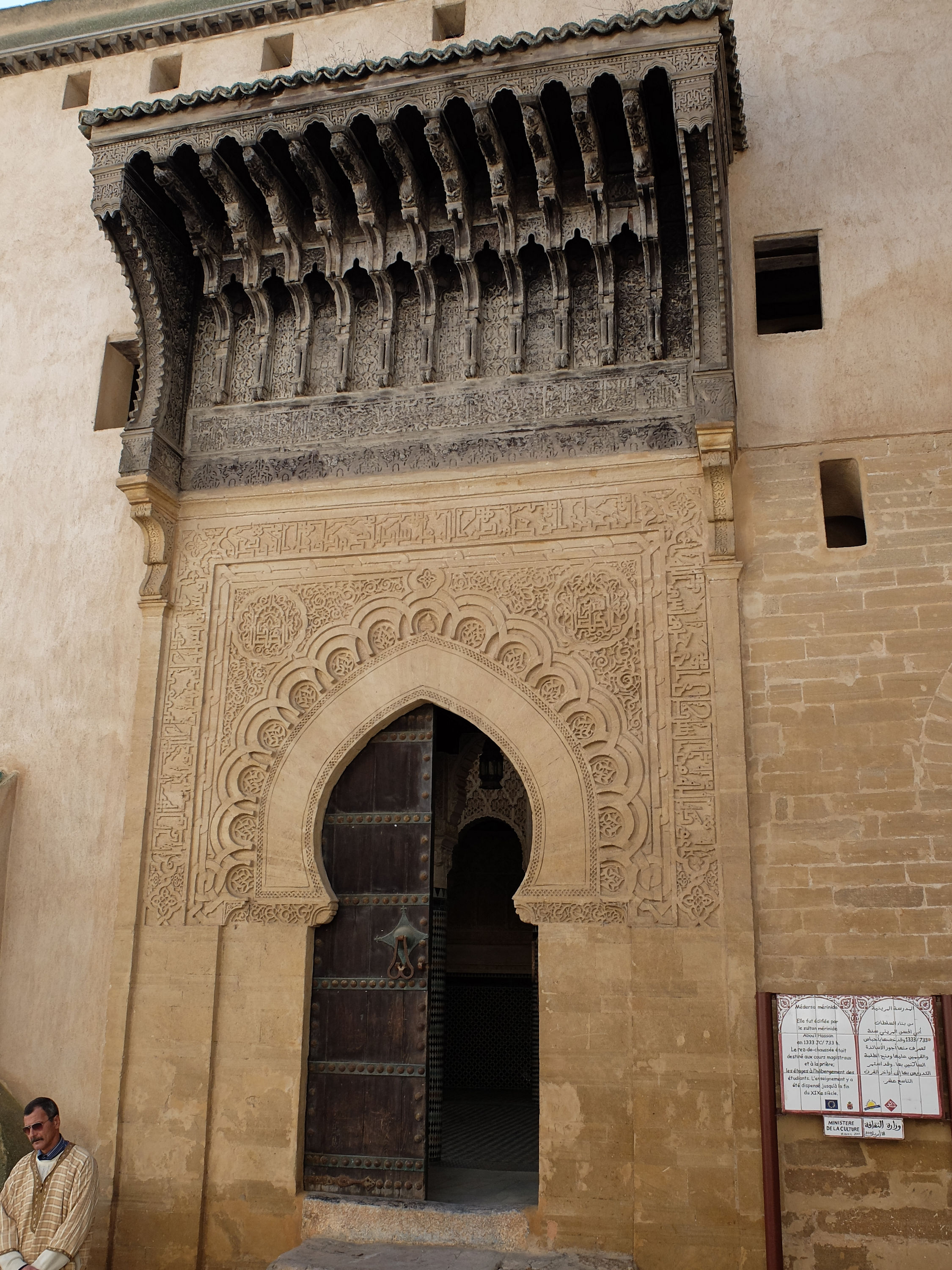
El portal de entrada de la madraza.
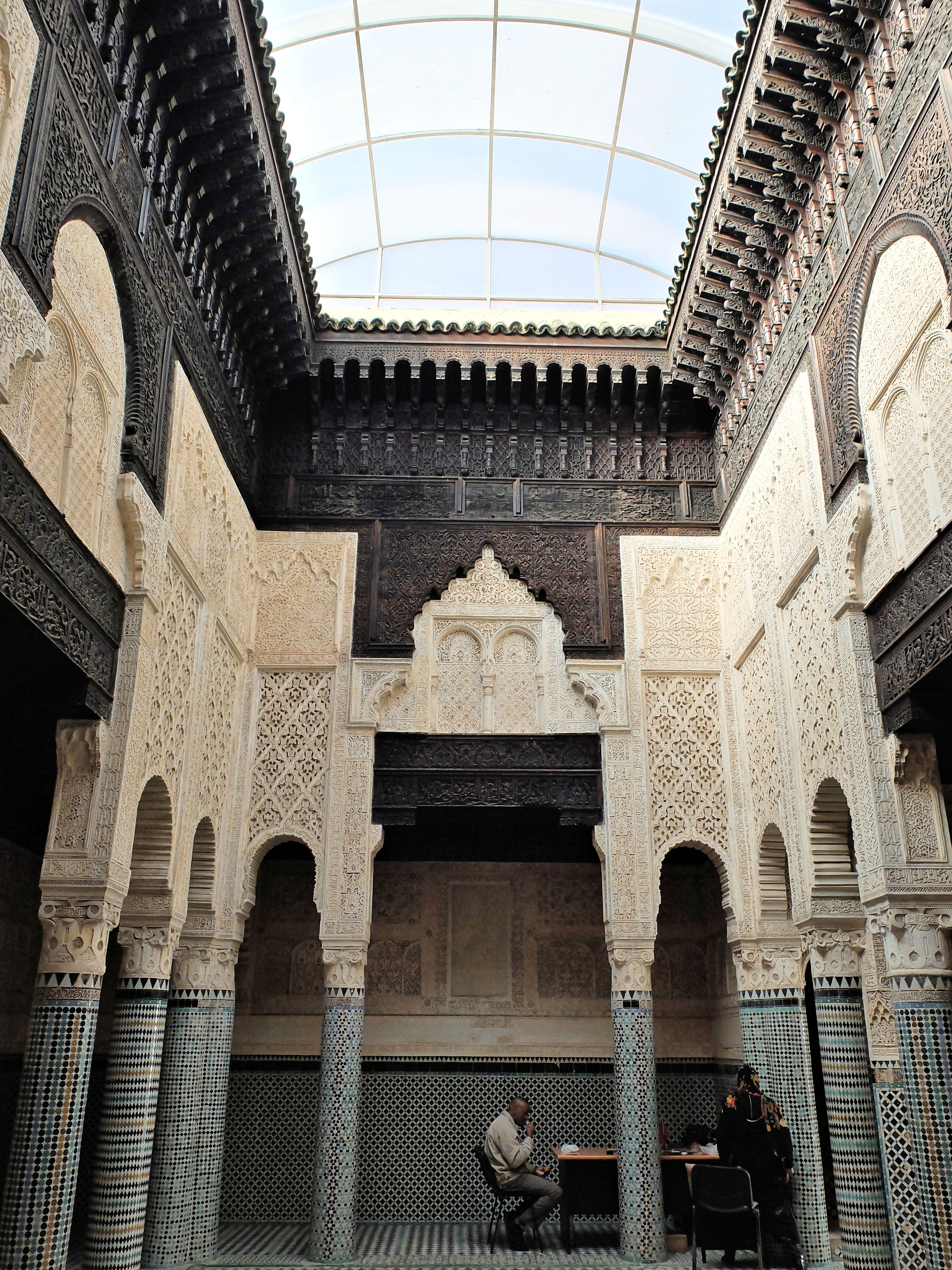
El patio de la madrasa, mirando hacia el noroeste.
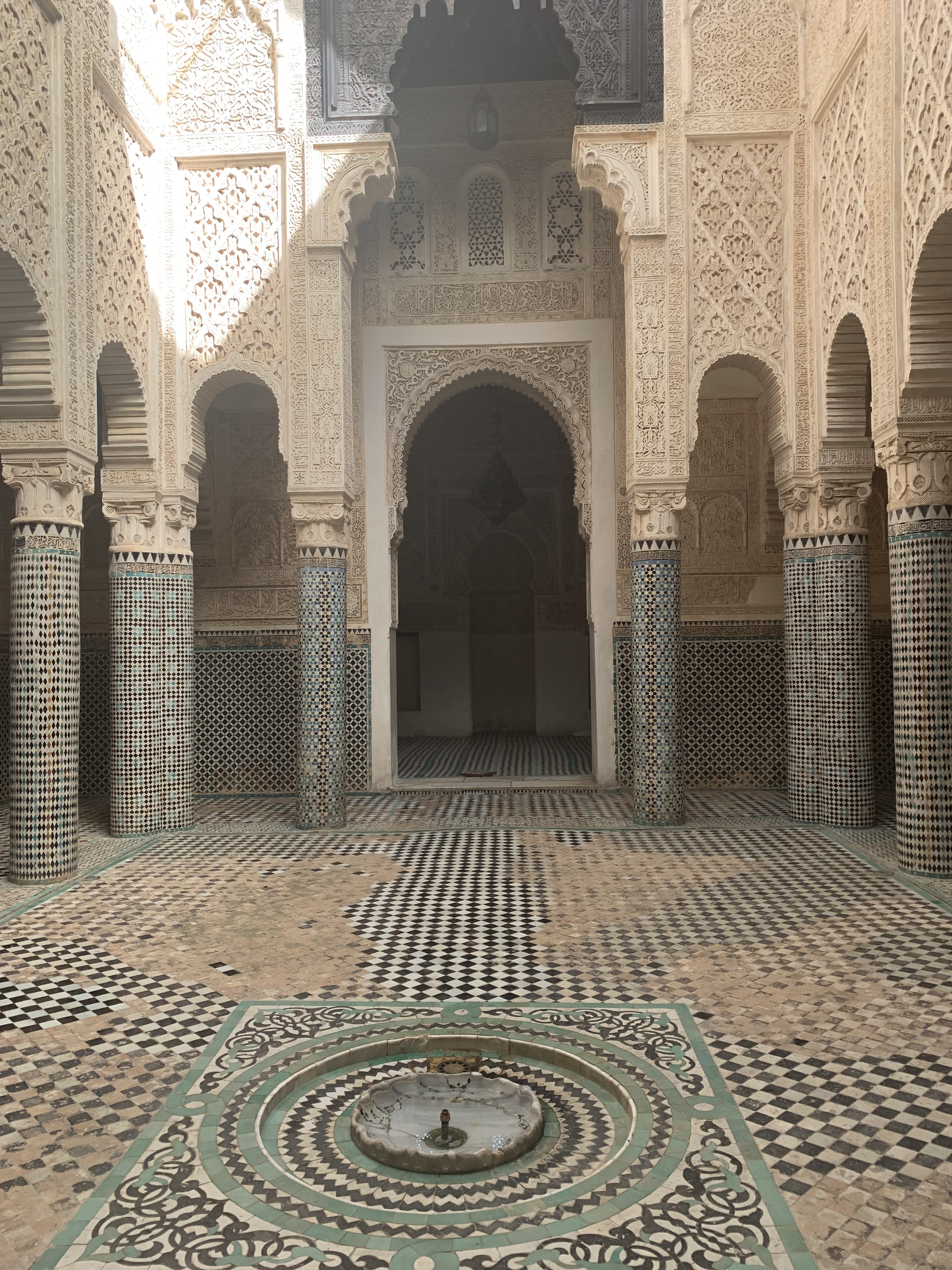
El patio y la fuente de la madraza, mirando al sureste hacia el mihrab.
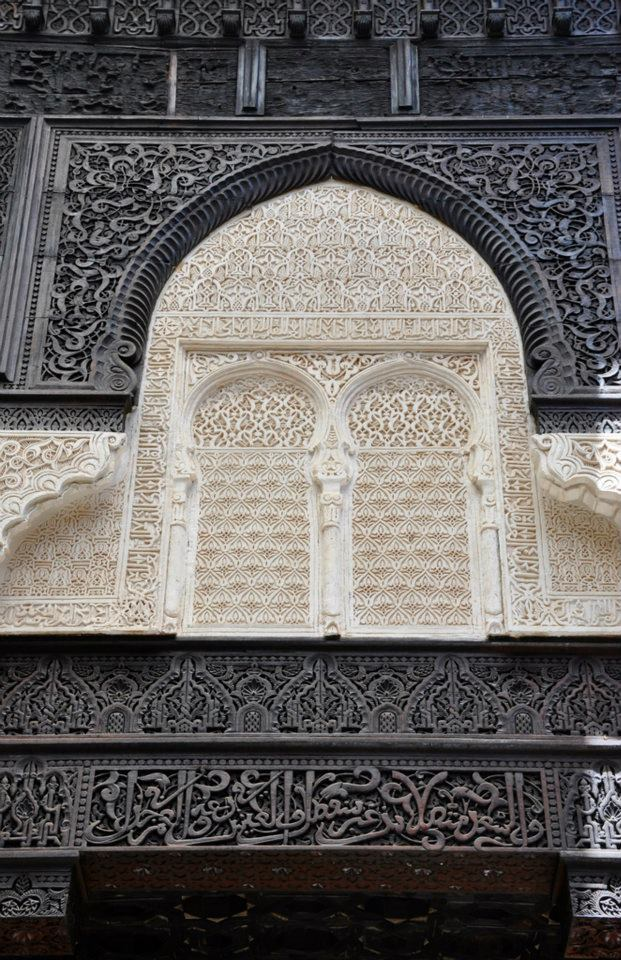
Estucos y tallas de madera en una de las galerías laterales del patio.
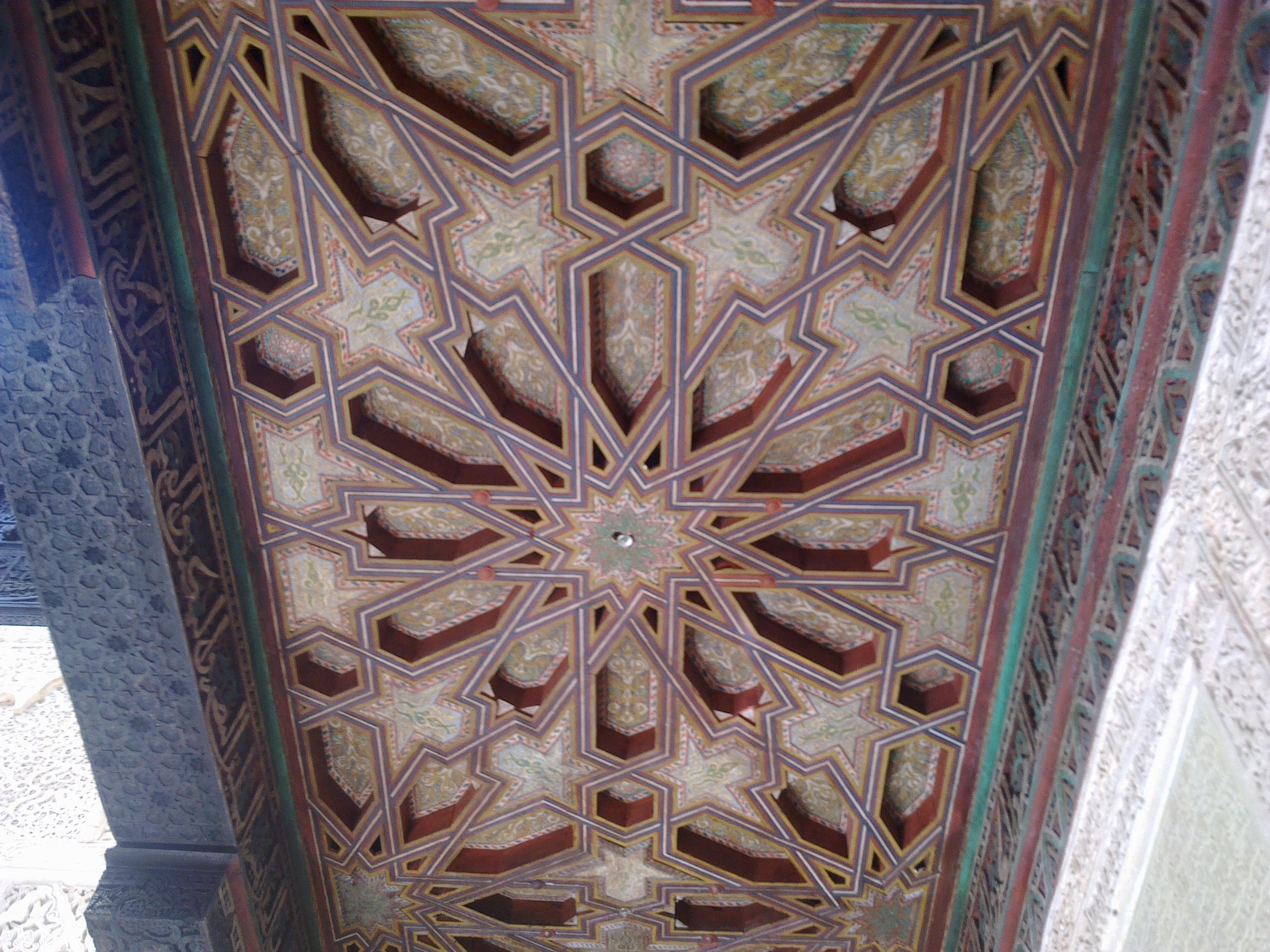
Un techo de madera pintado restaurado debajo de una de las galerías del patio.
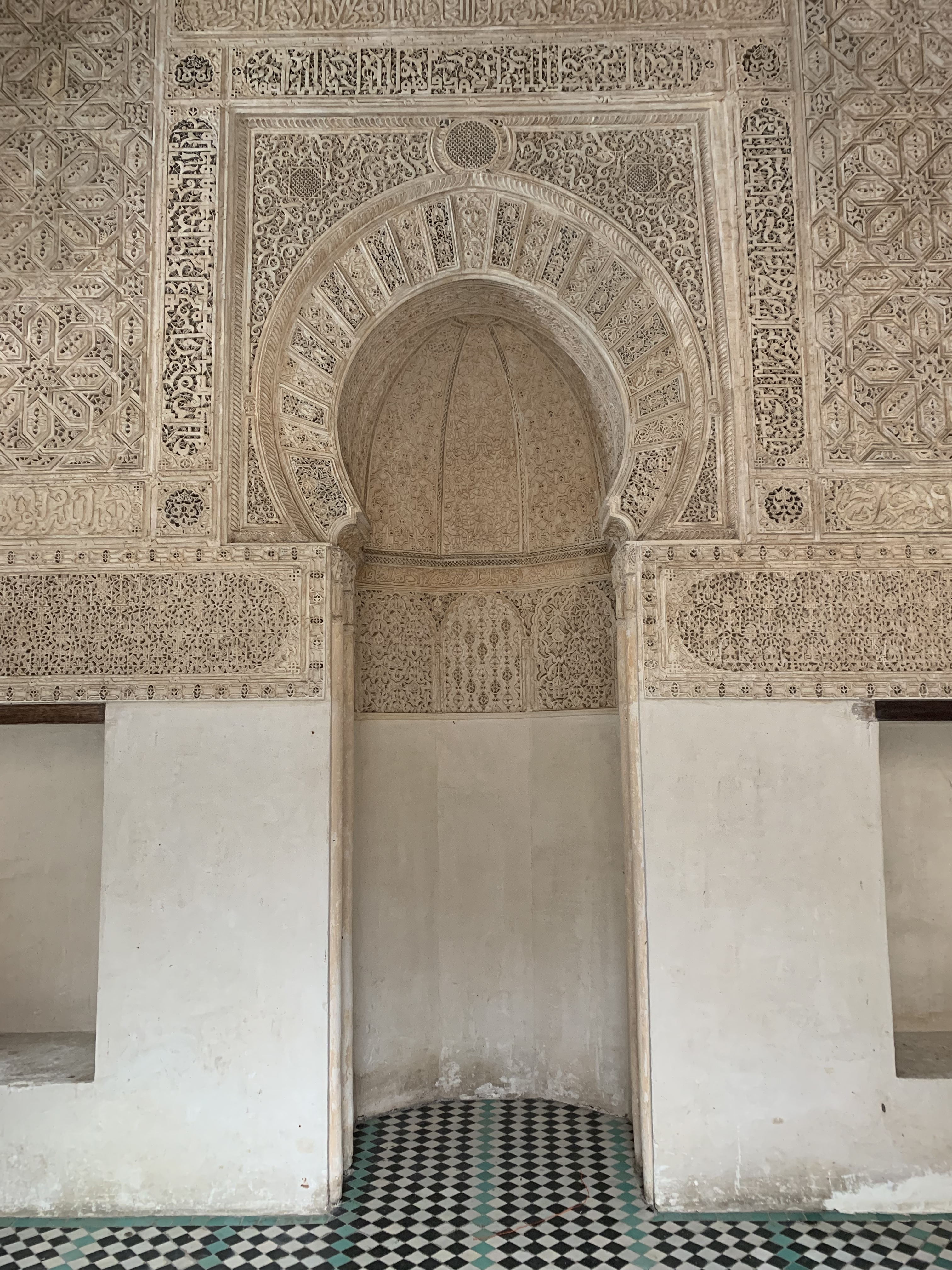
El mihrab de la sala de oración.